# 楽天トラベル
楽天トラベル（らくてんトラベル、英: Rakuten Travel） は、楽天グループ株式会社が運営する、旅行に関するオンライン予約を扱うウェブサイトおよびアプリ。
かつて存在した、楽天トラベル株式会社、及び楽天トラベルに吸収合併される前のマイトリップ・ネット株式会社並びに同社が運営していた宿泊予約ウェブサイト「旅の窓口」（たびのまどぐち）についても記す。

## 概要
日本国内のホテル・旅館・ペンションなどの宿泊施設予約を軸に、高速バスチケットの販売、国内航空会社各サイトの仲介、国際線航空券の販売、また、「楽パック」と呼ばれる、国内旅行のダイナミックパッケージと海外旅行のツアー・ダイナミックパッケージを扱っている。
日本人の国内旅行の分野では、リクルートライフスタイルの運営する「じゃらんnet」などと共に、代表的な旅行予約ウェブサイトの一つとなっている。楽天は第1種旅行業者としての登録を行っているが、楽天トラベルの運営を通じ、日本最大規模のオンライン旅行会社（Online Travel Agency, OTA）としての側面を持ち、観光庁の集計資料に基づく2017年度の取扱額では、JTBグループ（25社計）に次ぐ、旅行業者第2位である。利用層としては、ビシネスユーザーと観光利用がそれぞれ45％、55％の割合となっている。
日本国内の宿泊施設登録数は3万3千前後で、予約サイトとして第1位となっている。楽天トラベルの宿泊予約においては、楽天が宿泊施設に予約システムを提供し、宿泊施設から手数料（システム使用料）を受け取る、日本のOTAで一般的なビジネスモデルが用いられている。利用者は宿泊予約時に、クレジットカード払いと現金払いを選択することができるが、領収書に関しては、クレジットカード払いを選択した場合、楽天トラベルの個人ページ上で領収書を発行することになり、現金払いを選択した場合（宿泊施設で当日クレジットカード払いを行った場合を含む）、宿泊時に宿泊施設から発行される領収書を利用することになる。
日本語に加えて、英語など5つの言語で運営されているが、日本語以外の言語版では、日本の宿泊施設予約に特化した仕様となっている。
楽天トラベルウェブサイト内で施設独自の情報発信コンテンツを構築できるカスタマイズページ機能を備える。
日本航空（JAL）と全日本空輸（ANA）が、楽天トラベルを利用した宿泊施設予約により、マイルが貯まるサービスを行っている。楽天トラベル専用のバナーを経由し予約するとマイルが貯まる（詳細は外部リンク参照）。

## 沿革
1996年1月に機械・造船大手の日立造船の子会社である日立造船コンピュータ取締役であった小野田純が中心となって、インターネットを用いた新形態のビジネスとしてホテル予約サイト「ホテルの窓口」を立ち上げた。
一般社会へのインターネットの普及が進むにつれ、契約宿泊施設数と利用者数が順調に伸び、「旅の窓口」に改称・リニューアルした1999年までには日本のインターネット宿泊予約サイトでトップシェアとなる。2002年になると、ムーミンに登場するキャラクターであるスナフキンを起用した新聞・交通広告が登場し、より知名度の浸透を図った。その一方で、宿泊施設総合予約サイトとしては独走状態が続く中、2000年代に入ると他社が相次いで宿泊予約総合サイトを立ち上げ、パイの拡大と奪い合いが繰り広げられるようになった。
「楽天トラベル」は、楽天により2001年に開設され、「旅の窓口」と競合するとともに海外旅行分野も取り扱うサイトであったが、規模としては「旅の窓口」に見劣りする状況であった。しかし、楽天によるM&Aにより規模を拡大。2003年に安定した収益のあるマイトリップ・ネット株式を日立造船から323億円で買収し、2004年に「旅の窓口」は「楽天トラベル」に法人・サイト共に統合した。また、楽天がツアーバス企画販売を手掛けるスター・ツアーズ・ジャパンを買収して楽天トラベルとサービスを一体化した。2006年には、全日本空輸との合弁によるダイナミックパッケージ「ANA楽パック」の事業会社として、楽天ANAトラベルオンライン株式会社を設立した。
なお、「旅の窓口」設立者である小野田は日立造船からマイトリップ・ネットが独立する際に「旅の窓口」を去り、旅の窓口とは運営手法が異なる宿泊予約サイト「ベストリザーブ」を新たに設立している。
「旅の窓口」では、契約宿泊施設に対する手数料は6%であった。その後2005年9月、楽天トラベルは手数料を7～9%に引き上げる新契約を打ち出し、従来の契約から更新するよう加盟宿泊施設に促した。10%から20%以上のコミッションが通常となっている世界の大手OTAと比較し、楽天トラベルの手数料は特に高い水準ではないが、手数料の値上げに対し、旅館やホテルの業界団体が反発、契約更新を見送るよう呼びかけた。これを受け、楽天トラベルは一定期間利用料を緩和して新契約へ移行させるキャンペーンを行った。
2012年4月、「事後カード決済」を導入するなど決済方法を変更したが、キャンセル料の逃れを助長するとして加盟宿泊施設や業界団体が反発した。これを受け、楽天トラベルは決済問題について協議し、システム改修などの対応を行った。
2014年4月1日、楽天トラベル株式会社は、楽天市場とのサービス相乗効果の強化などを目的に、親会社の楽天に吸収合併となり解散、以後「楽天トラベル」は、楽天の運営する旅行ウェブサイトの名称として使用されている。
2018年8月、決算との整合性に加え国内外のOTAとの競争環境の激化を理由に、以後の旅行取扱額を非公開とした。

### 年表
マイトリップ・ネット（旅の窓口）
- 1996年1月17日 - 日立造船コンピュータ（1997年4月から日立造船情報システム）により、ホテル予約サイト「ホテルの窓口」のサービス開始
- 1999年7月1日 - 「ホテルの窓口」が旅行総合サイト「旅の窓口」にリニューアル。
- 2000年2月1日 - 「旅の窓口」運営セクションが分離独立し、マイトリップ・ネット株式会社設立（日立造船情報システムの完全子会社）。
- 2001年9月28日 - 株式売却により、日立造船の完全子会社となる。

楽天トラベル株式会社
- 2000年1月4日 - 株式会社インフォキャスト設立
- 2001年3月30日 - 楽天株式会社が「楽天トラベル」のサービス開始
- 2002年8月1日 - 楽天株式会社よりトラベル事業が分社化。社名を楽天トラベルに変更し楽天よりトラベル事業を譲受する。
- 2003年9月4日 - 楽天が日立造船からマイトリップ・ネットの全株式を取得（楽天による買収）。
- 2004年8月1日 - 楽天トラベルとマイトリップ・ネットが合併。同年9月14日に事業統合。
- 2005年4月25日 - 株式会社読売旅行と宿泊予約業務で提携
- 2005年7月28日 - 株式会社スターツアーズジャパン（後に楽天バスサービス株式会社を商号変更）を買収して、子会社化。
- 2006年8月1日 - 楽天（50%）・全日本空輸（40%）・ANAセールス（10%）の共同出資で、合弁会社・楽天ANAトラベルオンライン株式会社を設立。
- 2014年4月1日 - 楽天に吸収合併され、楽天トラベル株式会社解散。

楽天本体運営以後
- 2021年12月2日 - マリオット・インターナショナルとの戦略的パートナーシップを開始[12]。

### 注記
1. ↑  なお、観光庁の集計資料では、第1種・第2種旅行業者のみを集計対象としており、「じゃらんnet」運営するリクルート（第3種旅行業者）などは集計対象外。
2. ↑  この方式は、世界的にはエージェンシーモデルまたはコミッションモデルと呼ばれ、価格決定権はホテル側にある。海外では、OTAが価格決定権を持つマーチャントモデルもあり、エクスペディアなどがこの方式を用いている。
3. ↑  日立造船コンピュータは、1997年3月末を以て、日立造船情報システムと再統合し解散。後に日立造船情報システムはNTTデータ傘下となり「NTTデータエンジニアリングシステムズ」に改称。
4. ↑  日本国際観光学会の論文集に寄稿した清水久仁子（ホテル椿山荘東京）は、同論文で「ホテルの窓口」を日本初のOTAと位置付けている[4]。また、「ホテルの窓口」開設は、楽天のショッピングサイト「楽天市場」開設（1997年5月）に1年以上先行している。
5. ↑  スター・ツアーズ・ジャパンは、ツアーバス最大手のWILLER TRAVELの前身企業である「西日本ツアーズ」の関連会社であった。
6. ↑  ベストリザーブは後にライブドアによる買収、e-まちタウンによる買収を経て、2015年現在、ユニバーサルソリューションシステムズの完全子会社。

### 出展
1. ↑  “平成29年度主要旅行業者旅行取扱状況年度総計（速報）” (PDF).   観光庁 (2018年6月6日). 2019年1月14日閲覧。
2. 1 2  “旅行予約サイト実態調査” (PDF).   観光経済新聞 (2019年1月5日). 2019年1月14日閲覧。
3. ↑  “楽天トラベル ヘルプ”.   楽天. 2015年3月22日閲覧。
4. ↑  清水久仁子「宿泊予約の流通変化から見る宿泊業とOTA」『日本国際観光学会論文集』第21号、日本国際観光学会、2014年3月、53-58頁、2024年10月3日閲覧。
5. ↑  “楽天トラベル、登録宿泊施設に課す手数料を事実上引き下げ”.  Internet watch (2005年7月27日). 2015年2月11日閲覧。
6. ↑  “楽天トラベル、一定期間手数料値下げ　顧客離れ食い止め”.  ITmediaニュース (2005年7月26日). 2015年2月11日閲覧。
7. ↑  “事後カード決済反発強く、全国の旅館「キャンセル料は逃れ助長」”.   京都新聞 (2012年6月2日). 2015年2月11日閲覧。[リンク切れ]
8. ↑  “楽天トラベル、事後決裁のキャンセル料の自動引き落とし可能に”.   観光経済新聞 (2012年8月11日). 2015年2月11日閲覧。
9. ↑  “観光業界人インタビュー 楽天トラベル社長　山本考伸氏”.   観光経済新聞 (2013年7月20日). 2015年2月11日閲覧。
10. ↑  “当社完全子会社（楽天トラベル株式会社）の吸収合併（簡易合併・略式合併）に関するお知らせ”.   楽天 (2014年2月14日). 2015年2月11日閲覧。
11. ↑  “主要49社、6月の海外旅行は7.3％増－楽天が取扱額非公開に”.   トラベルビジョン (2018年8月27日). 2019年1月14日閲覧。
12. ↑  楽天トラベルとの戦略的なパートナーシップを開始 - マリオット・インターナショナル 2021年12月2日（2021年12月3日閲覧）
13. ↑  “楽天トラベル、ももいろクローバーZさんを起用した新CMを2022年5月9日（月）より放送開始”.   PR TIMES. 2022年5月9日閲覧。
14. ↑  “<5/9（月）よりTV-CM放送開始！>旅行予約サービス「楽天トラベル」出演決定！”.   週末ヒロイン ももいろクローバーZ公式サイト. 2022年5月9日閲覧。
15. ↑  “【楽天トラベルで友情旅行】リゾート編 利用者数No.1”.   Youtube. 2022年5月9日閲覧。